# Филип (Шумборський)
Фили́п Шумбо́рський (інколи Пилип Шумборський, світське ім'я Феліція́н Шумбо́рський, пол. Filip Felicjan Szumborski; 5 жовтня (в деяких згадках 3 жовтня) 1771, Острог — 19 січня 1851, Холм) — єпископ Української греко-католицької церкви; василіянин, з 1830 року єпископ Холмський і Белзький, сенатор Королівства Польського.

## Життєпис
Народився в Острозі на Волині, де й закінчив парафіяльну школу та Василіянську колегію (колишній колегіум єзуїтів).
У 1789 році вступив до ЧСВВ у Почаєві під іменем Феліціян. В 1790 році пострижений в ченці й відбув у монастир в с. Білосток біля Луцька. Впродовж 1793–1799 років вивчав теологію (богослов'я), право та історію в Браунсберзькій єзуїтській колегії, після закінчення якої був скерований до Холма, де його висвятив на священника Холмський єпископ Порфирій Скарбек-Важинський. У 1802–1804 роках був професором унійної духовної семінарії в Холмі. Також протягом кількох років працював приватним вчителем в домах холмських шляхетських родин Роєвських, Венґленських і Непржицьких. В 1811 році став секретарем Холмського єпископа Фердинанда Домброви-Цехановського. В 1814 році став провінціалом, тобто старшим, у василіян Холмської єпархії. Після секуляризації, за поданням єпископа Ф. Домброви-Цехановського, в 1825 році став прелатом архидияконом холмської капітули, а через 2 роки капітула обрала його ґенеральним вікарієм. По смерті єпископа Ф. Домброви-Цехановського (7.04.1728) холмська капітула обрала адміністратором єпархії єпископа-суфрагана (тобто помічника) Холмської єпархії Вікентія Седлецького, який однак відмовився прийняти цей вибір через поважний вік. 10 грудня 1828 року російський імператор Микола I іменував єпископом-ординарієм Ф. Шумборського. 
Підготовлюючи ґрунт для майбутньої ліквідації унії, імператор Микола I отримав від папи Римського Пія VIII breve від 3 лютого 1830 року, за яким Холмська єпархія виводилась з підпорядкування уніятського (греко-католицького) митрополита Львівсько-Галицького, а стала безпосередньо підпорядкованою Апостольській столиці, хоча проти цього й протестував Галицький митрополит Михайло Левицький. 29 січня 1830 Папа Римський номінував його на єпископа Холмського. 16 березня/28 березня (чи 16 травня)1830 був висвячений на єпископа владикою Вікентієм Седлецьким та двома єпископами латинського обряду: люблінським єпископом Матеушем Маврицієм Вояковським та єпископом-помічником яновським Францішком Іґнацієм Левінським. Через два дні Микола I іменував його сенатором Королівства Польського. Під час листопадового повстання зайняв вичікувальну позицію, хоча й виділив на підтримку повстанців половину своєї пенсії. У 1830-х роках дав згоду на впровадження в своїй єпархії змін, що наближували унійну церкву до православної (наприклад, введення іконостасів), хоча це й викликало протести вірних і духовенства.
Близько 1840 року, коли російський імператор перебував у Варшаві, він викликав до себе владику Филипа, переконуючи його відвідати Санкт-Петербург та приглянутись до «величавих та незіпсованих обрядів». Імператор наказав щоб поїздку єпископа оплатили з державної скарбниці. У липні 1840-го єпископ Шумборський прибув до Санкт-Петербурга, де його прийняли у домі митрополита Філарета. Саме тут відбулась богословська дискусія між представниками Холмського єпископа та богословами російського митрополита. На наполегливі вмовляння обер-прокурора Священного Синоду владика Филип відповів: «Знайдете в мені Йосафата, а не Йосифа» (тобто Йосифа Семашка). Після піврічного перебування в Росії повернувся до Холма, де 14 серпня 1841 року видав пастирський лист, в якому все ж частково погодився з постулатами російської влади, котра домагалася щоб унійні обряди стали ближчими і подібнішими до православного, ніж латинського, що викликало занепокоєння зі сторони вірних і духовенства та гостру реакцію папи Григорія XVI, який у breve від 23 лютого 1842 року розкритикував зміни і зажадав їх відміни. 1 березня 1844 року Ф. Шумборський видав до вірних і духовенства єпархії новий лист, в якому визнав свою провину, перепрошував за це та відкликав свій попередній лист. Це обумовило різку реакцію російського уряду, котрий почав переслідувати єпископа, однак не наважився усунути його з кафедри.
Незважаючи на труднощі, Шумборський намагався підвищити рівень освіти в Холмській духовній семінарії, старався також відновити ослаблену дисципліну в василіянських монастирях. В 1838–1848 роках відвідав шість деканатів своєї єпархії. Неодноразово виступав зі зверненнями до органів державної влади на захист інтересів унійного духовенства, в тому числі докладав чимало зусиль для повернення незаконно захоплених земель.
Окрім своїх безпосередніх обов'язків духовних, владика Филип цікавився ботанікою та помологією. Залишив кілька зібраних власноручно гербаріїв, заклав сади в Холмі, Покровці та Окшові, окрім цього впродовж кількох років вів метеорологічні спостереження та записи. 
Двадцятирічне правління Шумборського було періодом зміцнення та консолідації Холмської греко-католицької єпархії, яка, незважаючи на тиск влади, успішно протистояла спробам відірвати її від єдності з Римо-Католицькою Церквою.